# Narzal García
Narzal Luis García (ur. 13 lipca 1946, zm. 25 kwietnia 2017 w Davao) – filipiński judoka. Olimpijczyk z Tokio 1964, gdzie zajął siedemnaste miejsce w wadze średniej.
Brązowy medalista mistrzostw Azji w 1970 roku.

## Letnie Igrzyska Olimpijskie 1964
| Konkurencja | Eliminacje          | Eliminacje              | Eliminacje              | Klas. końcowa |
| Konkurencja | Przeciwnik I        | Przeciwnik II           | Przeciwnik III          | Miejsce       |
| ----------- | ------------------- | ----------------------- | ----------------------- | ------------- |
| -80 kg      | Alfred Redl (AUT) P | Rafael Barquero (CRC) Z | Lhofei Shiozawa (BRA) P | 17.           |